# Austronemoura auberti
Austronemoura auberti is een steenvlieg uit de familie Notonemouridae. De wetenschappelijke naam van de soort is voor het eerst geldig gepubliceerd in 1996 door McLellan & Zwick.